# شان اوسالیوان
شان اوسالیوان (انگلیسی: Shawn O'Sullivan؛ زادهٔ ۹ مهٔ ۱۹۶۲) بوکسور اهل کانادا است.